# Fontenoy (Aisne)
Fontenoy ist eine französische Gemeinde mit 470 Einwohnern (Stand: 1. Januar 2022) im Département Aisne in der Region Hauts-de-France. Sie gehört zum Arrondissement Soissons und zum Kanton Vic-sur-Aisne.

## Geographie
Die Gemeinde Fontenoy liegt etwa zwölf Kilometer nordwestlich von Soissons an der Aisne und seinem linken Zufluss Retz. Nachbargemeinden von Fontenoy sind Nouvron-Vingré im Norden, Tartiers im Nordosten, Cuisy-en-Almont und Osly-Courtil im Osten, Pernant im Südosten, Ambleny im Süden, Ressons-le-Long im Südwesten sowie Berny-Rivière im Westen.

## Bevölkerungsentwicklung
| Jahr                       | 1962 | 1968 | 1975 | 1982 | 1990 | 1999 | 2006 | 2014 | 2021 |
| -------------------------- | ---- | ---- | ---- | ---- | ---- | ---- | ---- | ---- | ---- |
| Einwohner                  | 413  | 463  | 428  | 442  | 541  | 532  | 542  | 495  | 464  |
| Quellen: Cassini und INSEE |      |      |      |      |      |      |      |      |      |

## Sehenswürdigkeiten

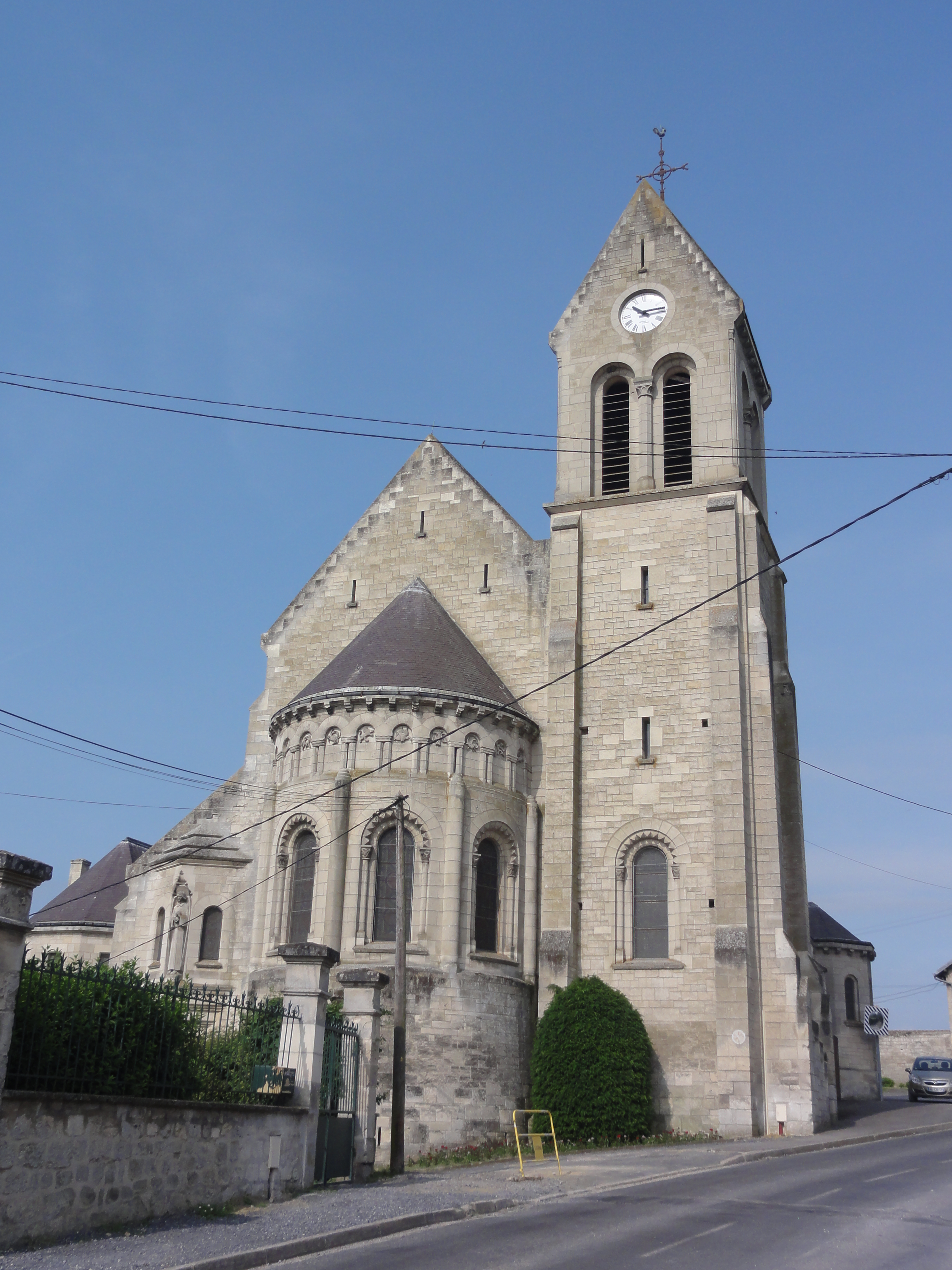
Kirche Saint-Rémi
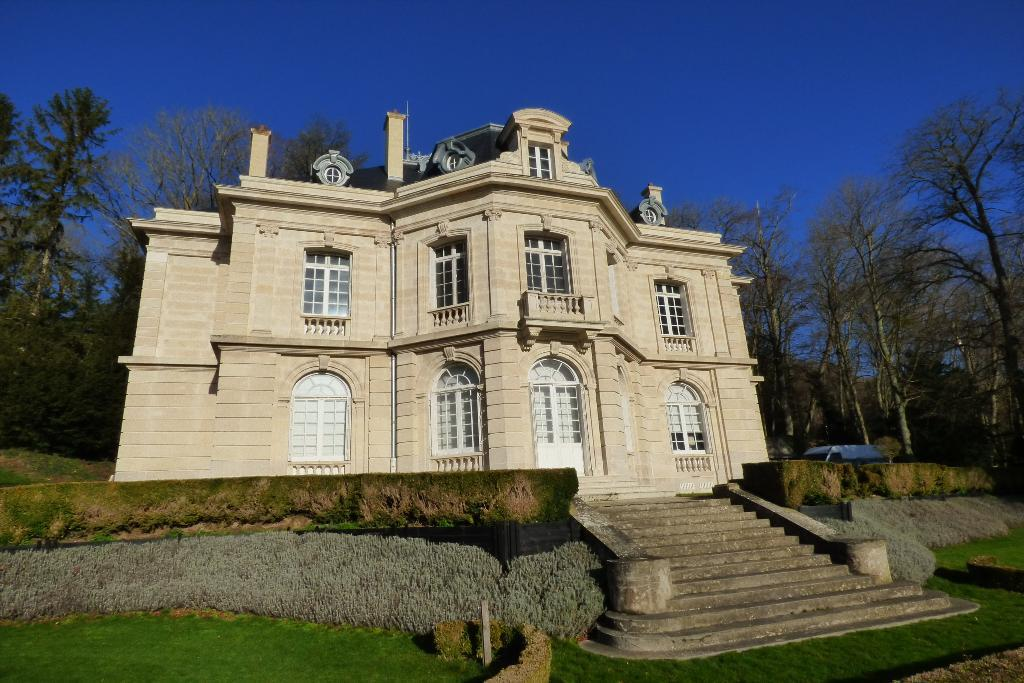
Schloss Bellevue
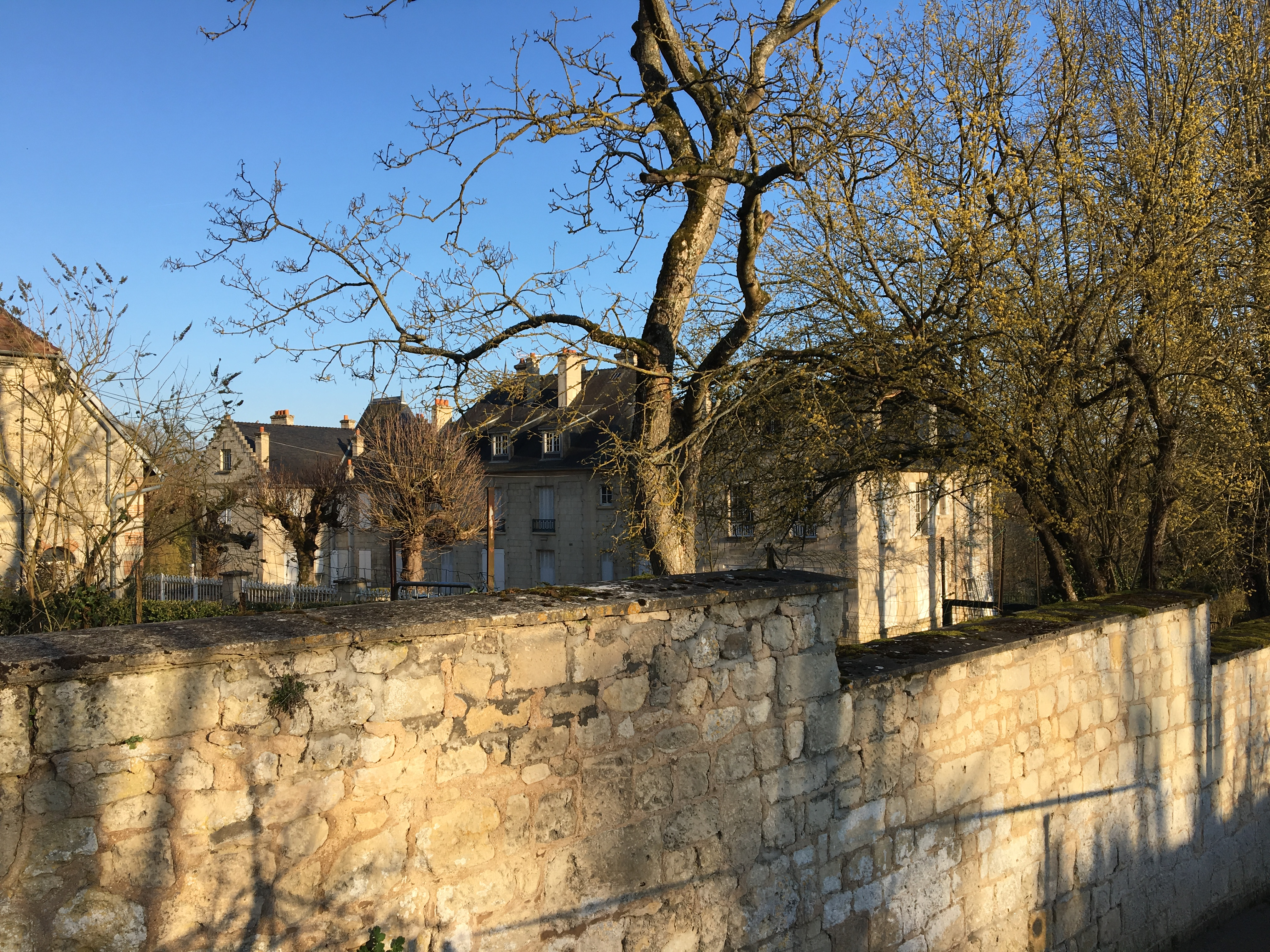
Schloss Fief Champêtre
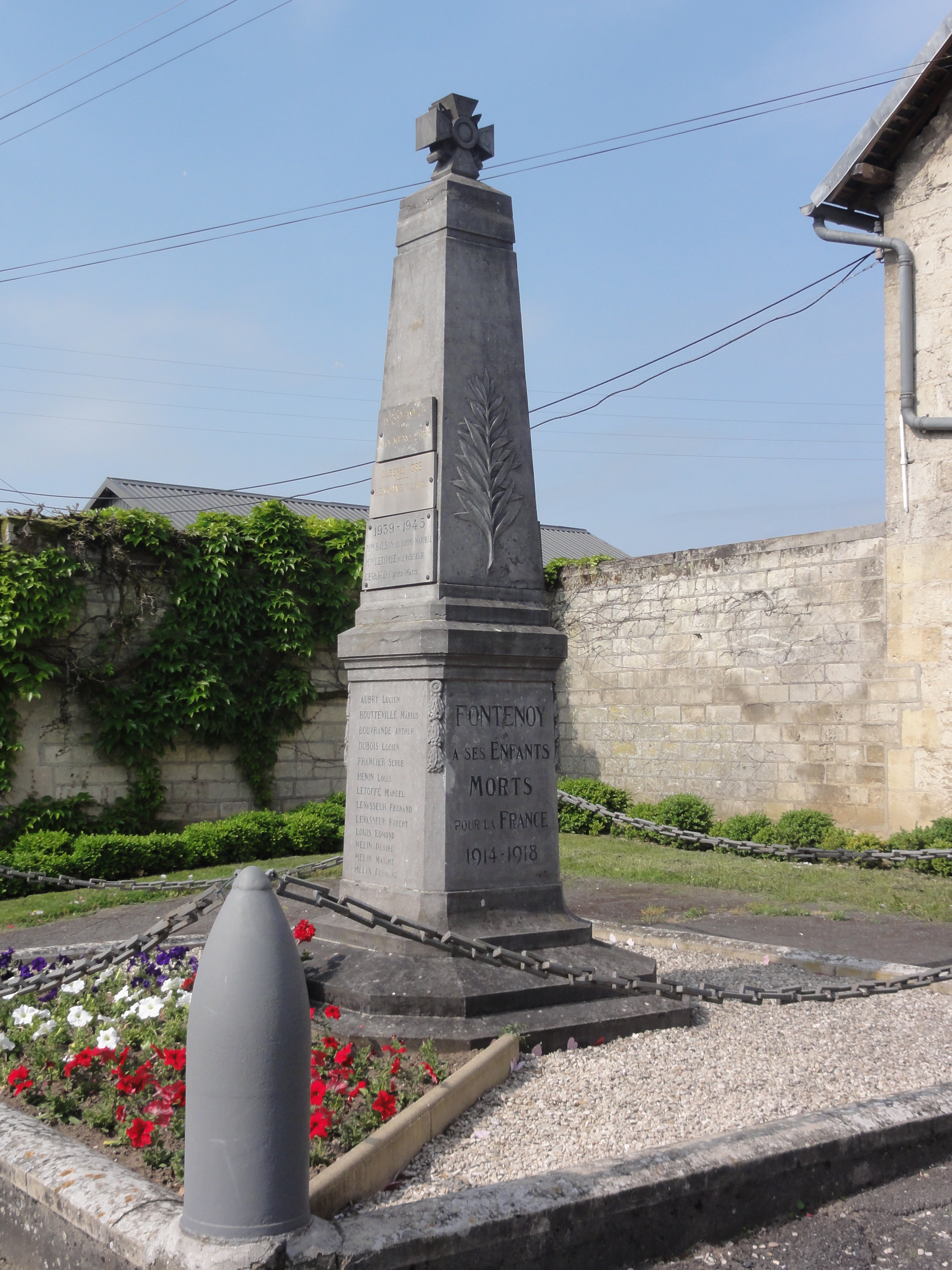
Lavoir

- Kirche Saint-Rémi
- Schloss Bellevue
- Schloss Fief Champêtre
- Gefallenendenkmal